# Copa Verde 2019
La Copa Verde 2019 è stata la 6ª edizione della Copa Verde, competizione statale riservata alle squadre delle regioni del Nord, del Centro-Ovest e dell'Espírito Santo
La coppa è stata vinta dal Cuiabá vincitore ai tiri di rigore per 5-4 contro il Paysandu dopo un risultato di parità al termine del doppio confronto. Il club vince il trofeo per la seconda volta nella sua storia ed ottiene un posto per gli ottavi di finale di Coppa del Brasile 2020.

## Formula
La competizione si svolge ad eliminazione diretta e prevede una prima fase preliminare a cui partecipano i 16 club con il peggior ranking CBF 2019, seguita da un tabellone a cui accedono le 8 vincitrici insieme alle restanti 8 squadre.

## Partecipanti
Al torneo partecipano 24 squadre:
- 18 squadre ammesse tramite piazzamenti nelle competizioni nazionali;
- Le migliori 6 squadre secondo il Ranking CBF 2019[2] non qualificate nel precedente punto;

### Competizioni statali
Squadre ammesse per il miglior piazzamento nei campionati o nelle coppe statali.
Lo stato di Tocantins, inizialmente rappresentato dal Palmas, è rimasto senza partecipanti dopo la rinuncia di quest'ultimo e la decisione di non rimpiazzarlo con altri club.
| Stato              | Squadra (Città)              | Motivo qualificazione                        |
| ------------------ | ---------------------------- | -------------------------------------------- |
| Acre               | Galvez (Rio Branco)          | Finalista del Campionato Acriano 2018        |
| Acre               | Humaitá (Porto Acre)         | 5° nel Campionato Acriano 2018               |
| Amapá              | Ypiranga-AP (Macapá)         | Vincitore del Campionato Amapaense 2018      |
| Amazonas           | Manaus (Manaus)              | Vincitore del Campionato Amazonense 2018     |
| Amazonas           | Fast Clube (Manaus)          | 2° nel Campionato Amazonense 2018            |
| Distretto Federale | Sobradinho (Sobradinho)      | Vincitore del Campionato Brasiliense 2018    |
| Distretto Federale | Brasiliense (Taguatinga)     | 2° nel Campionato Brasiliense 2018           |
| Espírito Santo     | Vitória-ES (Vitória)         | Vincitore della Copa Espírito Santo 2018     |
| Espírito Santo     | Real Noroeste (Águia Branca) | 4° nella Copa Espírito Santo 2018            |
| Goiás              | Goiás (Goiânia)              | Vincitore del Campionato Goiano 2018         |
| Mato Grosso        | Cuiabá (Cuiabá)              | Vincitore del Campionato Mato-Grossense 2018 |
| Mato Grosso        | Sinop (Sinop)                | 2° nel Campionato Mato-Grossense 2018        |
| Mato Grosso do Sul | União ABC (Campo Grande)     | 7° del Campionato Sul-Mato-Grossense 2019    |
| Mato Grosso do Sul | Costa Rica (Costa Rica)      | 10° nel Campionato Sul-Mato-Grossense 2019   |
| Pará               | Remo (Belém)                 | Vincitore del Campionato Paraense 2018       |
| Pará               | Bragantino-PA (Bragança)     | 3° nel Campionato Paraense 2018              |
| Rondônia           | Genus (Porto Velho)          | 6° nel Campionato Rondoniense 2018           |
| Roraima            | São Raimundo-RR (Boa Vista)  | Vincitore del Campionato Roraimense 2018     |

### Ranking
Squadre ammesse per il miglior piazzamento nel Ranking CBF 2019:
| Pos | Squadra          | Città              | Stato       |
| --- | ---------------- | ------------------ | ----------- |
| 30  | Luverdense       | Lucas do Rio Verde | Mato Grosso |
| 27  | Paysandu         | Belém              | Pará        |
| 64  | Atlético Acreano | Rio Branco         | Acre        |
| 68  | Santos-AP        | Macapá             | Amapá       |
| 90  | Nacional-AM      | Manaus             | Amazonas    |
| 151 | Iporá            | Iporá              | Goiás       |

1. ↑  Rio Branco-AC e Plácido de Castro hanno declinato l'invito a partecipare alla competizione.
2. ↑  Lo Stato di Espírito Santo ha ottenuto un posto in più in seguito al ritiro di club di altre federazioni.
3. ↑  Il Corumbaense ha declinato l'invito a partecipare alla competizione.
4. ↑  L'Operário-MS ha declinato l'invito a partecipare alla competizione.
5. ↑  Rondoniense, Vilhenense e Guajará hanno declinato l'invito a partecipare alla competizione.
6. ↑  Lo Stato di Amazonas ha ottenuto un posto in più in seguito al ritiro di club di altre federazioni.
7. ↑  Atl. Goianiense, Vila Nova, Aparecidense e Anapolina hanno declinato l'invito a partecipare alla competizione.

## Programma
Il programma della competizione è il seguente:
| Turno            | Andata                    | Ritorno                      |
| ---------------- | ------------------------- | ---------------------------- |
| Primo turno      | 24, 25 e 27 luglio 2019   | 31 luglio e 1, 2 agosto 2019 |
| Ottavi di finale | 7, 8, 13 e 14 agosto 2019 | 14, 20 e 21 agosto 2019      |
| Quarti di finale | 3, 4 e 11 settembre 2019  | 11, 15 e 18 settembre 2019   |
| Semifinali       | 18 e 29 settembre 2019    | 6 e 23 ottobre 2019          |
| Finale           | 14 novembre 2019          | 20 novembre 2019             |

## Risultati

### Primo turno

#### Sorteggio
I club sono stati divisi in due urne in base alla loro posizione nel Ranking CBF e si sfidano in incontri di andata e ritorno giocando la prima partita in casa del club peggio classificato. In caso di parità si procede con i tiri di rigore.
Tra parentesi è indicata la posizione nel Ranking CBF.
| Urna A | Urna B |
| --- | --- |
| Nacional-AM (90) São Raimundo-RR (96) Genus (106) Brasiliense (117) Manaus (133) Iporá (51) Fast Clube (160) Galvez (189) | Real Noroeste (205) Bragantino-PA (no rank) Costa Rica (no rank) Humaitá (no rank) Sobradinho (no rank) União ABC (no rank) Vitória-ES (no rank) Ypiranga-AP (no rank) |

#### Partite
| Squadra 1     | Totale          | Squadra 2       | Andata | Ritorno |
| ------------- | --------------- | --------------- | ------ | ------- |
| Humaitá       | 1 – 3           | Nacional-AM     | 1 – 1  | 0 – 2   |
| Bragantino-PA | 4 – 2           | São Raimundo-RR | 2 – 1  | 2 – 1   |
| Sobradinho    | 5 – 3           | Manaus          | 4 – 1  | 1 – 2   |
| Ypiranga-AP   | 4 – 2           | Fast Clube      | 3 – 0  | 1 – 2   |
| União ABC     | 4 – 1           | Galvez          | 1 – 0  | 3 – 1   |
| Vitória-ES    | 0 – 0 (3-5 dtr) | Brasiliense     | 0 – 0  | 0 – 0   |
| Costa Rica    | 4 – 2           | Genus           | 2 – 0  | 2 – 2   |
| Real Noroeste | 1 – 2           | Iporá           | 1 – 0  | 0 – 2   |

### Tabellone
|  | Ottavi di finale | Ottavi di finale | Ottavi di finale | Ottavi di finale |       |                  | Quarti di finale | Quarti di finale | Quarti di finale | Quarti di finale |       |   | Semifinali | Semifinali | Semifinali | Semifinali |        |   | Finale | Finale | Finale | Finale |
|  |                  |                  |                  |                  |       |                  |                  |                  |                  |                  |       |   |            |            |            |            |        |   |        |        |        |        |
|  | União ABC        | 2                | 2                | 4                |       |                  |                  |                  |                  |                  |       |   |            |            |            |            |        |   |        |        |        |        |
|  | Luverdense       | 3                | 6                | 9                |       |                  |                  |                  |                  |                  |       |   |            |            |            |            |        |   |        |        |        |        |
|  | Luverdense       | 3                | 6                | 9                |       | Luverdense       | 2                | 2                | 4                |                  |       |   |            |            |            |            |        |   |        |        |        |        |
|  |                  |                  |                  |                  |       | Luverdense       | 2                | 2                | 4                |                  |       |   |            |            |            |            |        |   |        |        |        |        |
|  |                  | Goiás            | 1                | 4                | 5     |                  |                  |                  |                  |                  |       |   |            |            |            |            |        |   |        |        |        |        |
|  | Brasiliense      | Goiás            | 1                | 4                | 5     | 0                | 1                | 1                |                  |                  |       |   |            |            |            |            |        |   |        |        |        |        |
|  | Brasiliense      |                  |                  |                  |       | 0                | 1                | 1                |                  |                  |       |   |            |            |            |            |        |   |        |        |        |        |
|  | Goiás            | 0                | 4                | 4                |       |                  |                  |                  |                  |                  |       |   |            |            |            |            |        |   |        |        |        |        |
|  | Goiás            | 0                | 4                | 4                |       |                  |                  |                  |                  |                  | Goiás | 1 | 1          | 2 (3)      |            |            |        |   |        |        |        |        |
|  |                  |                  |                  |                  |       |                  |                  |                  |                  |                  |       | 1 | 1          | 2 (3)      |            |            |        |   |        |        |        |        |
|  |                  | Cuiabá           | 0                | 2                | 2 (4) |                  |                  |                  |                  |                  |       |   |            |            |            |            |        |   |        |        |        |        |
|  | Costa Rica       | Cuiabá           | 0                | 2                | 2 (4) | 2                | 3                | 5                |                  |                  |       |   |            |            |            |            |        |   |        |        |        |        |
|  | Costa Rica       |                  |                  |                  |       | 2                | 3                | 5                |                  |                  |       |   |            |            |            |            |        |   |        |        |        |        |
|  | Sinop            | 1                | 0                | 1                |       |                  |                  |                  |                  |                  |       |   |            |            |            |            |        |   |        |        |        |        |
|  | Sinop            | 1                | 0                | 1                |       | Costa Rica       | 1                | 1                | 2                |                  |       |   |            |            |            |            |        |   |        |        |        |        |
|  |                  |                  |                  |                  |       | Costa Rica       | 1                | 1                | 2                |                  |       |   |            |            |            |            |        |   |        |        |        |        |
|  |                  | Cuiabá           | 1                | 2                | 3     |                  |                  |                  |                  |                  |       |   |            |            |            |            |        |   |        |        |        |        |
|  | Iporá            | Cuiabá           | 1                | 2                | 3     | 1                | 1                | 2 (5)            |                  |                  |       |   |            |            |            |            |        |   |        |        |        |        |
|  | Iporá            |                  |                  |                  |       | 1                | 1                | 2 (5)            |                  |                  |       |   |            |            |            |            |        |   |        |        |        |        |
|  | Cuiabá           | 2                | 0                | 2 (6)            |       |                  |                  |                  |                  |                  |       |   |            |            |            |            |        |   |        |        |        |        |
|  | Cuiabá           | 2                | 0                | 2 (6)            |       |                  |                  |                  |                  |                  |       |   |            |            |            |            | Cuiabá | 0 | 1      | 1 (5)  |        |        |
|  |                  |                  |                  |                  |       |                  |                  |                  |                  |                  |       |   |            |            |            |            |        | 0 | 1      | 1 (5)  |        |        |
|  |                  | Paysandu         | 1                | 0                | 1 (4) |                  |                  |                  |                  |                  |       |   |            |            |            |            |        |   |        |        |        |        |
|  | Ypiranga-AP      | Paysandu         | 1                | 0                | 1 (4) | 0                | 1                | 1                |                  |                  |       |   |            |            |            |            |        |   |        |        |        |        |
|  | Ypiranga-AP      |                  |                  |                  |       | 0                | 1                | 1                |                  |                  |       |   |            |            |            |            |        |   |        |        |        |        |
|  | Atlético Acreano | 2                | 2                | 4                |       |                  |                  |                  |                  |                  |       |   |            |            |            |            |        |   |        |        |        |        |
|  | Atlético Acreano | 2                | 2                | 4                |       | Atlético Acreano | 2                | 1                | 3                |                  |       |   |            |            |            |            |        |   |        |        |        |        |
|  |                  |                  |                  |                  |       | Atlético Acreano | 2                | 1                | 3                |                  |       |   |            |            |            |            |        |   |        |        |        |        |
|  |                  | Remo             | 1                | 6                | 7     |                  |                  |                  |                  |                  |       |   |            |            |            |            |        |   |        |        |        |        |
|  | Sobradinho       | Remo             | 1                | 6                | 7     | 1                | 0                | 1                |                  |                  |       |   |            |            |            |            |        |   |        |        |        |        |
|  | Sobradinho       |                  |                  |                  |       | 1                | 0                | 1                |                  |                  |       |   |            |            |            |            |        |   |        |        |        |        |
|  | Remo             | 0                | 3                | 3                |       |                  |                  |                  |                  |                  |       |   |            |            |            |            |        |   |        |        |        |        |
|  | Remo             | 0                | 3                | 3                |       |                  |                  |                  |                  |                  | Remo  | 0 | 1          | 1          |            |            |        |   |        |        |        |        |
|  |                  |                  |                  |                  |       |                  |                  |                  |                  |                  |       | 0 | 1          | 1          |            |            |        |   |        |        |        |        |
|  |                  | Paysandu         | 0                | 3                | 3     |                  |                  |                  |                  |                  |       |   |            |            |            |            |        |   |        |        |        |        |
|  | Nacional-AM      | Paysandu         | 0                | 3                | 3     | 0                | 0                | 0                |                  |                  |       |   |            |            |            |            |        |   |        |        |        |        |
|  | Nacional-AM      |                  |                  |                  |       | 0                | 0                | 0                |                  |                  |       |   |            |            |            |            |        |   |        |        |        |        |
|  | Paysandu         | 1                | 0                | 1                |       |                  |                  |                  |                  |                  |       |   |            |            |            |            |        |   |        |        |        |        |
|  | Paysandu         | 1                | 0                | 1                |       | Paysandu         | 1                | 1                | 2 (6)            |                  |       |   |            |            |            |            |        |   |        |        |        |        |
|  |                  |                  |                  |                  |       | Paysandu         | 1                | 1                | 2 (6)            |                  |       |   |            |            |            |            |        |   |        |        |        |        |
|  |                  | Bragantino-PA    | 1                | 1                | 2 (5) |                  |                  |                  |                  |                  |       |   |            |            |            |            |        |   |        |        |        |        |
|  | Bragantino-PA    | Bragantino-PA    | 1                | 1                | 2 (5) | 1                | 1                | 2                |                  |                  |       |   |            |            |            |            |        |   |        |        |        |        |
|  | Bragantino-PA    |                  |                  |                  |       | 1                | 1                | 2                |                  |                  |       |   |            |            |            |            |        |   |        |        |        |        |
|  | Santos-AP        | 0                | 1                | 1                |       |                  |                  |                  |                  |                  |       |   |            |            |            |            |        |   |        |        |        |        |

### Ottavi di finale
| Squadra 1     | Totale          | Squadra 2        | Andata | Ritorno |
| ------------- | --------------- | ---------------- | ------ | ------- |
| União ABC     | 4 – 9           | Luverdense       | 2 – 3  | 2 – 6   |
| Brasiliense   | 1 – 4           | Goiás            | 0 – 0  | 1 – 4   |
| Costa Rica    | 5 – 1           | Sinop            | 2 – 1  | 3 – 0   |
| Iporá         | 2 – 2 (5-6 dtr) | Cuiabá           | 1 – 2  | 1 – 0   |
| Ypiranga-AP   | 1 – 4           | Atlético Acreano | 0 – 2  | 1 – 2   |
| Sobradinho    | 1 – 3           | Remo             | 1 – 0  | 0 – 3   |
| Nacional-AM   | 0 – 1           | Paysandu         | 0 – 1  | 0 – 0   |
| Bragantino-PA | 2 – 1           | Santos-AP        | 1 – 0  | 1 – 1   |

### Quarti di finale
| Squadra 1        | Totale          | Squadra 2     | Andata | Ritorno |
| ---------------- | --------------- | ------------- | ------ | ------- |
| Luverdense       | 4 – 5           | Goiás         | 2 – 1  | 2 – 1   |
| Costa Rica       | 2 – 3           | Cuiabá        | 1 – 1  | 1 – 2   |
| Atlético Acreano | 3 – 7           | Remo          | 2 – 1  | 1 – 6   |
| Paysandu         | 2 – 2 (6-5 dtr) | Bragantino-PA | 1 – 1  | 1 – 1   |

### Semifinali
| Squadra 1 | Totale          | Squadra 2 | Andata | Ritorno |
| --------- | --------------- | --------- | ------ | ------- |
| Goiás     | 2 – 2 (3-4 dtr) | Cuiabá    | 1 – 0  | 1 – 2   |
| Remo      | 1 – 3           | Paysandu  | 0 – 0  | 1 – 3   |

### Finale
| Squadra 1 | Totale          | Squadra 2 | Andata | Ritorno |
| --------- | --------------- | --------- | ------ | ------- |
| Cuiabá    | 1 – 1 (5-4 dtr) | Paysandu  | 0 – 1  | 1 – 0   |